# Maurizio Pozzi
Maurizio Pozzi (Bormio, 25 giugno 1970) è un ex fondista italiano.

## Biografia
In Coppa del Mondo ottenne il primo risultato di rilievo l'11 gennaio 1992 a Cogne (23°) e il primo podio il 15 dicembre 1996 a Brusson (2°).
In carriera prese parte a un'edizione dei Giochi olimpici invernali, Nagano 1998 (9° nella 50 km), e a cinque dei Campionati mondiali (12° nella 30 km a Ramsau am Dachstein 1999 il miglior risultato).
Dal 2002 si dedicò alla Marathon Cup, manifestazione svolta sempre sotto l'egida della FIS, che ricomprende gare su lunghissime distanze. In quest'ultima specialità colse i suoi più importanti successi a livello individuale, aggiudicandosi il trofeo in quello stesso 2002.

## Palmarès

### Coppa del Mondo
- Miglior piazzamento in classifica generale: 23º nel 1998
- 3 podi (1 individuale, 2 a squadre[1]):
  - 1 secondo posto (a squadre)
  - 2 terzi posti (1 individuale, 1 a squadre)

### Marathon Cup
- Vincitore della Marathon Cup nel 2002
- 4 podi:
  - 1 vittorie
  - 1 secondi posti
  - 2 terzi posti

#### Marathon Cup - vittorie
| Data             | Gara                 | Luogo   | Paese       | Distanza |
| ---------------- | -------------------- | ------- | ----------- | -------- |
| 23 febbraio 2002 | American Birkebeiner | Hayward | Stati Uniti | 52 km TL |

Legenda:

TL = tecnica libera

### Campionati italiani
- 9 medaglie:
  - 3 argenti (50 km[senza fonte], inseguimento[2] nel 1993; 50 km nel 1995[senza fonte]
  - 6 bronzi (inseguimento[2] nel 1997; 50 km nel 1998; 30 km nel 1999; 50 km nel 2000; 30 km nel 1991; 50 km nel 2003[senza fonte])